# Grevillea pauciflora
Grevillea pauciflora är en tvåhjärtbladig växtart. Grevillea pauciflora ingår i släktet Grevillea och familjen Proteaceae.

## Underarter
Arten delas in i följande underarter:
- G. p. pauciflora
- G. p. psilophylla
- G. p. saxatilis